# Santa Maria de Tanyà

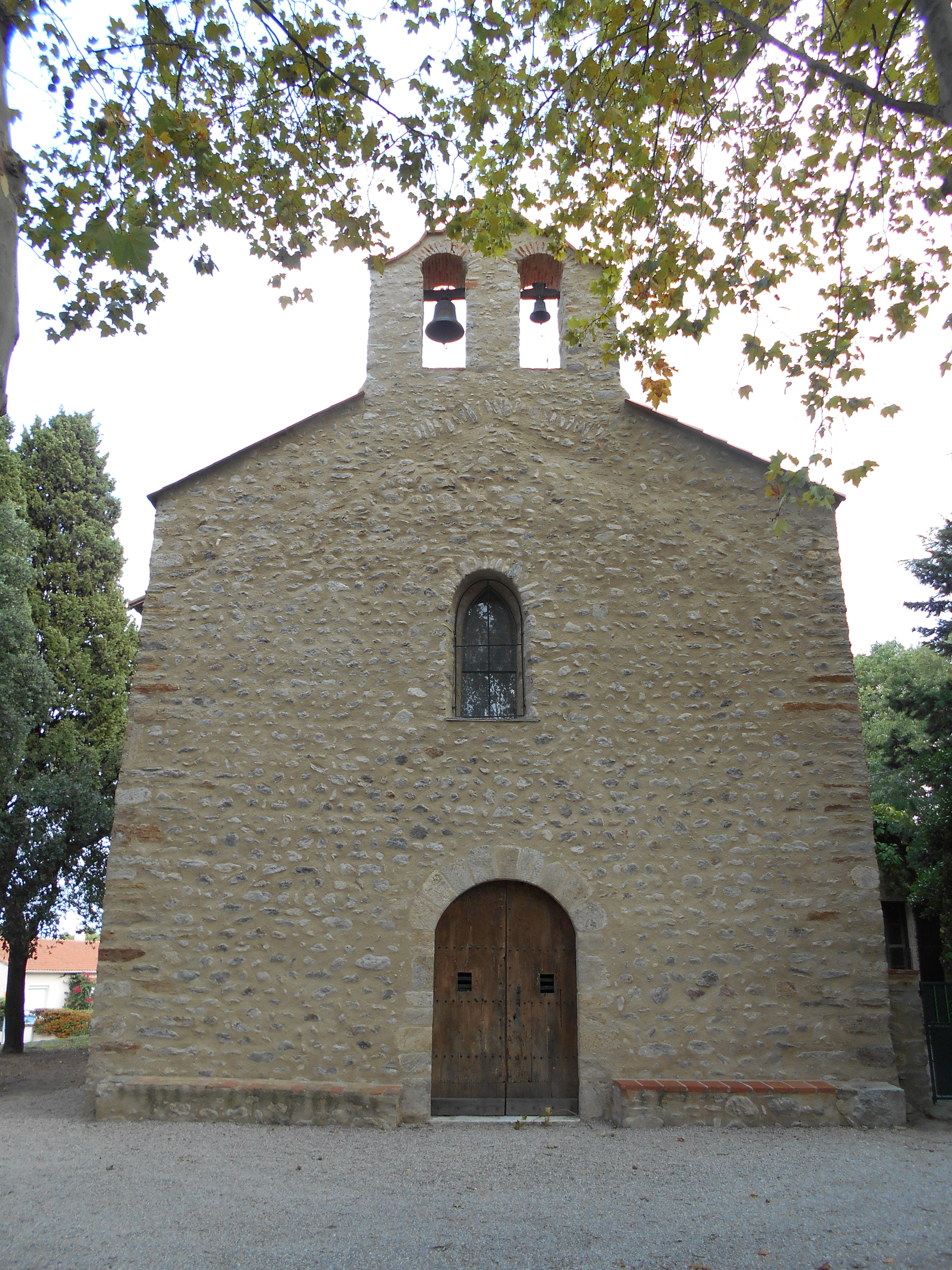
Façana occidental

Santa Maria de Tanyà, o Santuari de la Mare de Déu de Tanyà, és una capella i ermita, antiga església parroquial, del poble rossellonès de la Roca d'Albera, a la Catalunya del Nord.
Està situada a prop i al nord del poble, absorbit ja per les modernes urbanitzacions generades a la Roca d'Albera.

## Història

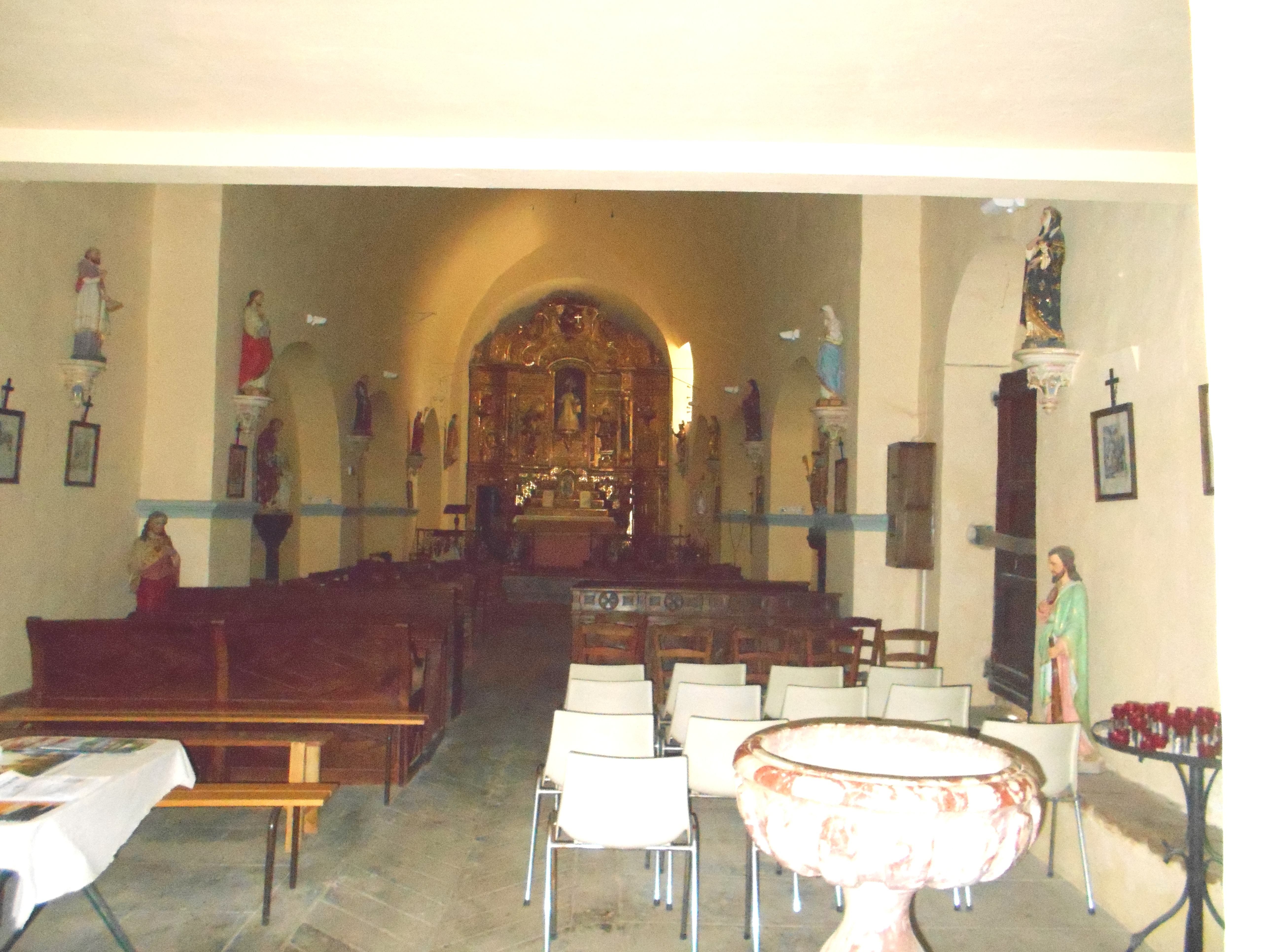
Interior de l'església

La villa Tagnane és documentada ja al 875. Per bé que es considera que l'església va començar a ser aixecada al segle xi, la primera menció escrita conservada és del 1371 (ecclesia Sancte Marie de Tanyano), quan feia les funcions d'església parroquial del petit nucli de Tanyà que, poc després, seria abandonat per a reconstituir-se un quilòmetre més enllà, sota la protecció del Castell de la Roca, a l'indret que esdevindria el poble de la Roca. A partir del XVI, abandonada la capacitat parroquial en favor de Sant Feliu de la Roca d'Albera, el temple feu funcions d'ermita i de santuari vinculat al camí de Sant Jaume i el 1688 se l'esmenta com a hermita de Nostre Senyora de Tanya a la Roca. Aquesta devoció portà que el 1700 calgués refer la residència de l'ermità i que l'església fos considerablement engrandida al mateix segle xviii. En el present (2013) és encara lloc d'un pelegrinatge local i s'hi celebra culte ocasionalment, així com activitats culturals. Recentment, l'ajuntament de la Roca i la "Fondation du Patrimoine" han endegat una campanya de recollida d'aportacions per fer-hi obres de reconstrucció per valor de més de 30.000 euros.

## Arquitectura
L'ermita, romànica, és de nau única orientada a l'est, amb coberta de volta de canó i murs reforçats amb arcades. La capçalera té tres absis disposats en forma de trèvol, encara que només l'absis nord seria originari. El temple és rematat per un campanar d'espadanya amb obertures per a dues campanes. A banda de la porta principal a la prolongació de la nau, té un portal secundari a la cara sud; al costat d'aquesta darrera es pot observar una pedra amb una inscripció epigràfica dedicada a Bernat Garriga, un personatge important de la vila del segle xiii, amb la representació més antiga coneguda de l'escut de la població.
Entre el seu mobiliari es pot destacar el retaule l'altar major, del 1770, altres retaules i peces dels segles xvii i XVIII.

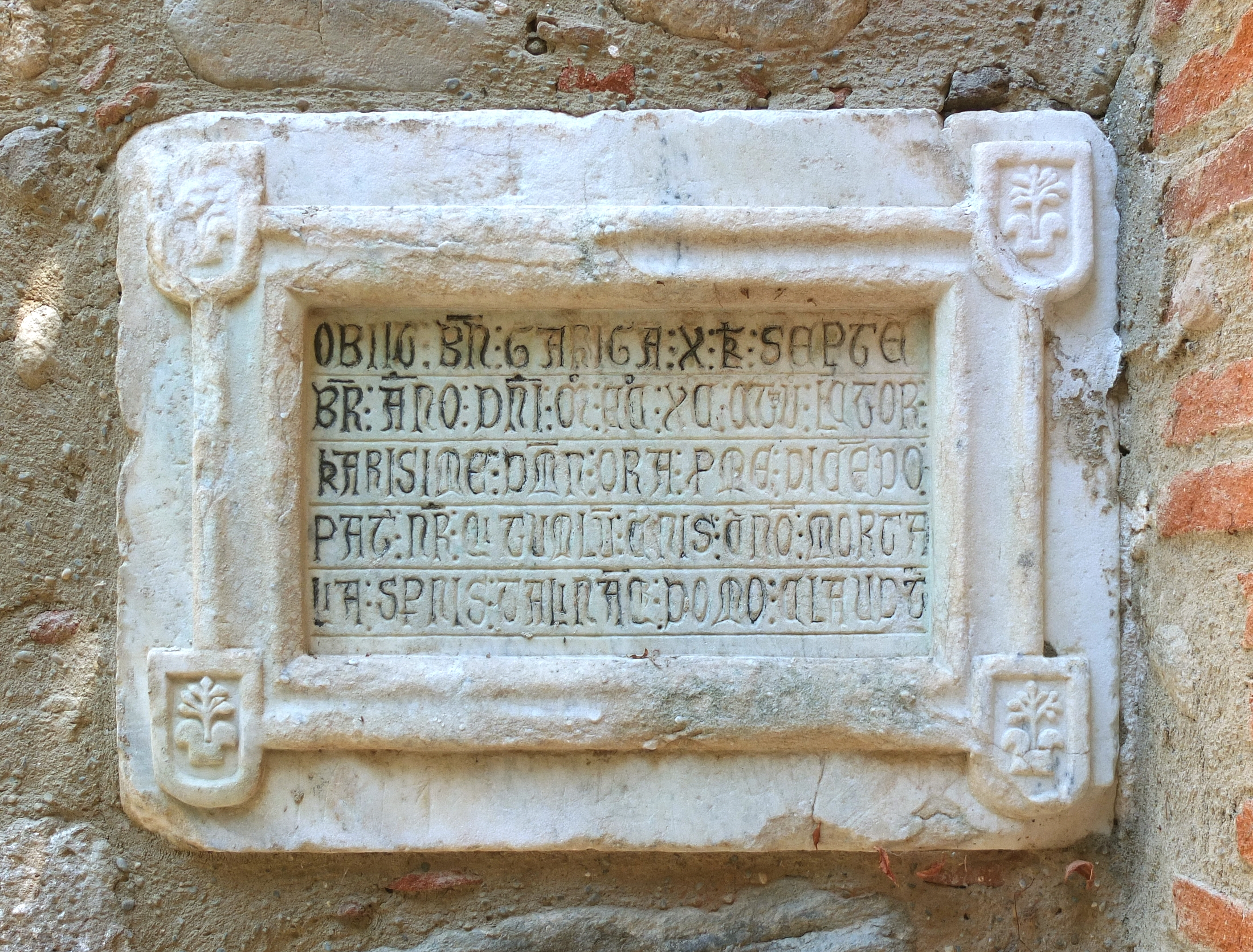
Epitafi del Bernat Garriga (+ 1298)